# Arsen(V)-sulfid
Arsen(V)-sulfid ist eine anorganische chemische Verbindung des Arsens aus der Gruppe der Sulfide.

## Gewinnung und Darstellung
Arsen(V)-sulfid kann durch Fällen aus Arsensäurelösungen mit Schwefelwasserstoff gewonnen werden, wobei die Lösung mit konzentrierter Salzsäure versetzt und mit Eis gekühlt sein muss.
{\displaystyle \mathrm {2\ H_{3}AsO_{4}+5\ H_{2}S\longrightarrow As_{2}S_{5}+8\ H_{2}O} }
Ebenfalls möglich ist die Darstellung durch Reaktion von Natriumtetrathioarsenat mit Salzsäure.
{\displaystyle \mathrm {2\ Na_{3}AsS_{4}+6\ HCl\longrightarrow As_{2}S_{5}+6\ NaCl+3\ H_{2}S} }

## Eigenschaften
Arsen(V)-sulfid ist ein zitronengelbes, giftiges Pulver, das sich beim Kochen mit Wasser in Arsen(III)-oxid, Arsen(III)-sulfid und Schwefel zersetzt. In Wasser und Säuren ist es unlöslich, aber leicht löslich in Alkalisulfidlösungen unter Bildung von Thioarsenaten.

## Verwendung
Arsen(V)-sulfid wird für die Herstellung von Gläsern mit kleinen Goldanteilen, die photolumineszierende und leitende Eigenschaften besitzen, verwendet. Es wurde auch als Pigment verwendet.